# Amitostigma keiskeoides
Amitostigma keiskeoides är en orkidéart som först beskrevs av François Gagnepain, och fick sitt nu gällande namn av Leslie Andrew Garay och Kittr. Amitostigma keiskeoides ingår i släktet Amitostigma och familjen orkidéer.
Artens utbredningsområde är Vietnam. Inga underarter finns listade i Catalogue of Life.